# Buhonca
Buhonca – wieś w Rumunii, w okręgu Neamț, w gminie Doljești. W 2011 roku liczyła 667 mieszkańców.